# Arquidiócesis de Cape Coast
La arquidiócesis de Cape Coast o de Costa del Cabo (en latín: Archidioecesis a Litore Aureo y en inglés: Roman Catholic Archdiocese of Cape Coast) es una circunscripción eclesiástica de la Iglesia católica en Ghana. Se trata de una arquidiócesis latina, sede metropolitana de la provincia eclesiástica de Cape Coast. Desde el 11 de mayo de 2018 su arzobispo es Gabriel Charles Palmer-Buckle.

## Territorio y organización

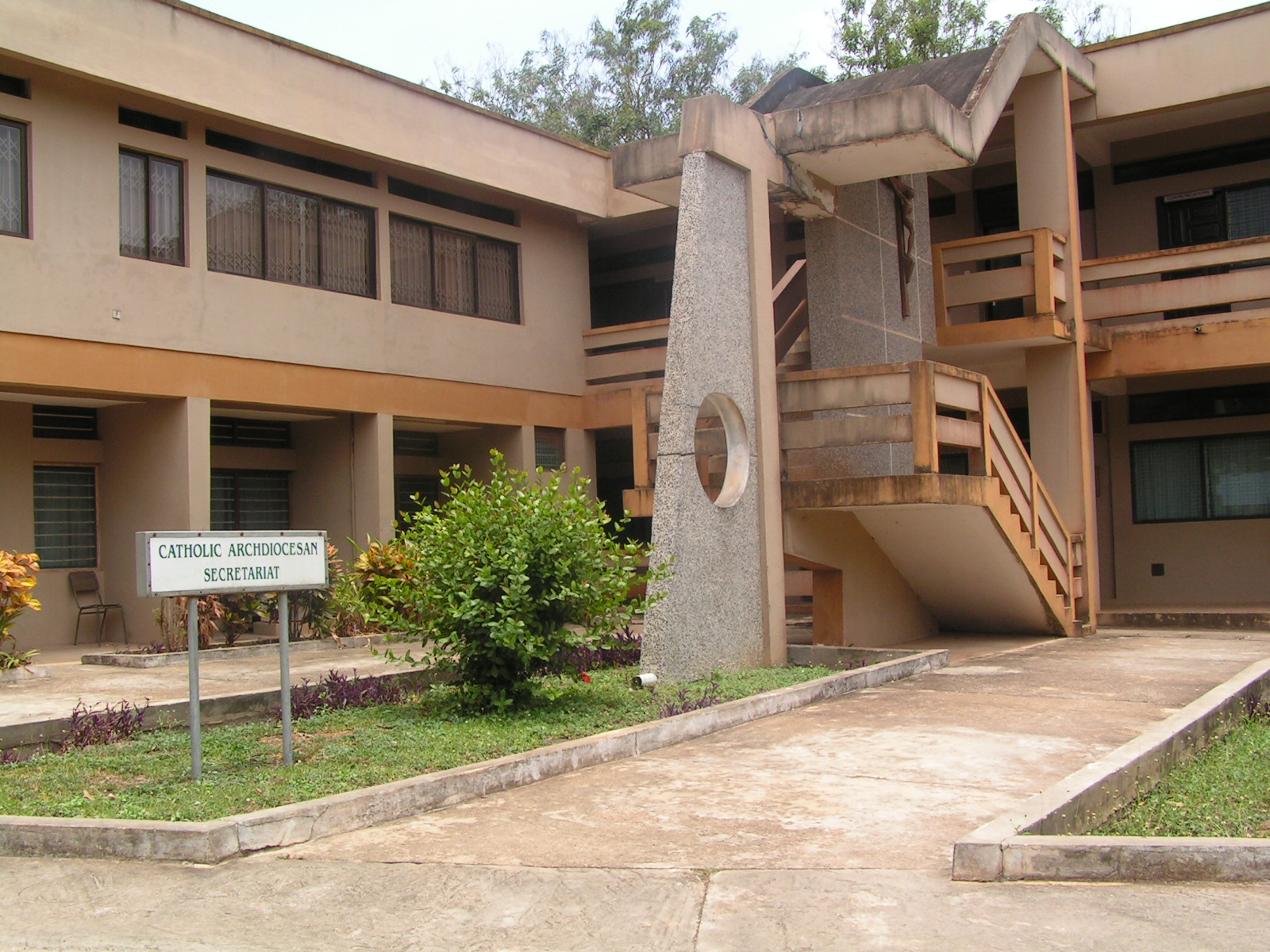
Centro del secretariado de la arquidiócesis

La arquidiócesis tiene 9788 km² y extiende su jurisdicción sobre los fieles católicos de rito latino residentes en la región Central.
La sede de la arquidiócesis se encuentra en la ciudad de Cape Coast, en donde se halla la Catedral de San Francisco de Sales.
La arquidiócesis tiene como sufragáneas a las diócesis de Sekondi-Takoradi y de Wiawso.
En 2021 en la arquidiócesis existían 56 parroquias.

## Historia
La prefectura apostólica de la Costa de Oro fue erigida el 27 de septiembre de 1879, obteniendo el territorio del vicariato apostólico de las Dos Guineas (hoy arquidiócesis de Libreville).
El 28 de junio de 1895 cedió una parte de su territorio para la erección de la prefectura apostólica de Costa de Marfil (hoy arquidiócesis de Abiyán).
El 25 de mayo de 1901 la prefectura apostólica fue elevada a vicariato apostólico con el breve Romanorum Pontificum del papa León XIII.
El 15 de marzo de 1923 cedió una parte de su territorio para la erección del vicariato apostólico del Volta Inferior (hoy diócesis de Keta-Akatsi) mediante el breve Quae catholico del papa Pío XI.
El 2 de febrero de 1932 cedió una parte de su territorio para la erección del vicariato apostólico de Kumasi (hoy arquidiócesis de Kumasi) mediante el breve Cum diffusis del papa Pío XI.
El 2 de diciembre de 1943 cedió una parte de su territorio para la erección de la prefectura apostólica de Acra (hoy arquidiócesis de Acra).
El 18 de abril de 1950, como consecuencia de la bula Laeto accepimus del papa Pío XII, el vicariato apostólico fue elevado a arquidiócesis metropolitana y tomó su nombre actual.
El 20 de noviembre de 1969 cedió otra porción de su territorio para la erección de la diócesis de Sekondi-Takoradi mediante la bula Quandoquidem del papa Pablo VI.

## Estadísticas
Según el Anuario Pontificio 2022 la arquidiócesis tenía a fines de 2021 un total de 386 588 fieles bautizados.
| Año                                                                             | Población            | Población | Población      | Sacerdotes | Sacerdotes    | Sacerdotes    | Bautizados por sacerdote | Diáconos permanentes | Religiosos | Religiosos | Parroquias |
| Año                                                                             | Bautizados católicos | Total     | % de católicos | Total      | Clero secular | Clero regular | Bautizados por sacerdote | Diáconos permanentes | Varones    | Mujeres    | Parroquias |
| ------------------------------------------------------------------------------- | -------------------- | --------- | -------------- | ---------- | ------------- | ------------- | ------------------------ | -------------------- | ---------- | ---------- | ---------- |
| 1950                                                                            | 120 494              | 716 286   | 16.8           | 55         | 10            | 45            | 2190                     |                      | 2          | 26         | 18         |
| 1959                                                                            | 195 505              | 910 000   | 21.5           | 84         | 20            | 64            | 2327                     |                      | 13         | 38         | 26         |
| 1969                                                                            | 285 079              | 1 675 000 | 17.0           | 76         | 29            | 47            | 3751                     |                      | 63         | 67         | 24         |
| 1980                                                                            | 175 947              | 1 028 000 | 17.1           | 44         | 17            | 27            | 3998                     |                      | 39         | 48         | 13         |
| 1990                                                                            | 215 422              | 1 252 396 | 17.2           | 70         | 56            | 14            | 3077                     |                      | 35         | 66         | 13         |
| 1998                                                                            | 259 198              | 1 934 120 | 13.4           | 85         | 77            | 8             | 3049                     | 1                    | 17         | 101        | 20         |
| 2001                                                                            | 269 029              | 1 587 940 | 16.9           | 101        | 91            | 10            | 2663                     |                      | 21         | 104        | 21         |
| 2002                                                                            | 275 391              | 1 603 819 | 17.2           | 104        | 93            | 11            | 2647                     |                      | 22         | 96         | 21         |
| 2003                                                                            | 282 774              | 1 595 879 | 17.7           | 90         | 79            | 11            | 3141                     | 1                    | 27         | 104        | 23         |
| 2004                                                                            | 287 598              | 1 603 858 | 17.9           | 97         | 85            | 12            | 2964                     |                      | 24         | 108        | 25         |
| 2006                                                                            | 293 131              | 1 699 105 | 17.3           | 109        | 99            | 10            | 2689                     |                      | 31         | 112        | 41         |
| 2013                                                                            | 377 398              | 1 875 000 | 20.1           | 124        | 113           | 11            | 3043                     | 1                    | 31         | 108        | 52         |
| 2016                                                                            | 364 867              | 2 003 000 | 18.2           | 142        | 128           | 14            | 2569                     | 1                    | 36         | 109        | 55         |
| 2019                                                                            | 380 029              | 2 118 875 | 17.9           | 130        | 117           | 13            | 2923                     |                      | 47         | 116        | 55         |
| 2021                                                                            | 386 588              | 3 305 608 | 11.7           | 148        | 133           | 15            | 2612                     |                      | 58         | 129        | 56         |
| Fuente: Catholic-Hierarchy, que a su vez toma los datos del Anuario Pontificio. |                      |           |                |            |               |               |                          |                      |            |            |            |

## Episcopologio
- Ange Gaudeul, S.M.A. † (1877-1886 falleció)
- Joseph Pellat, S.M.A. † (1886-1893 falleció)
- Jean-Marie Michon, S.M.A. † (1894-1895 falleció)
- Maximilien Albert, S.M.A. † (16 de septiembre de 1895-15 de diciembre de 1903 falleció)
- Isidore Klaus, S.M.A. † (4 de marzo de 1904-20 de noviembre de 1905 falleció)
- François-Ignace Hummel, S.M.A. † (6 de marzo de 1906-13 de marzo de 1924 falleció)
- Ernest Hauger, S.M.A. † (13 de febrero de 1925-14 de noviembre de 1932 renunció)
- William Thomas Porter, S.M.A. † (25 de abril de 1933-15 de mayo de 1959 renunció[nota 1])
- John Kodwo Amissah † (19 de diciembre de 1959-22 de septiembre de 1991 falleció)
- Peter Kodwo Appiah Turkson (6 de octubre de 1992-24 de octubre de 2009 nombrado presidente del Pontificio Consejo para la Justicia y la Paz)
- Matthias Kobena Nketsiah (31 de mayo de 2010-11 de mayo de 2018 retirado)
- Gabriel Charles Palmer-Buckle, desde el 11 de mayo de 2018